# Всеобщие выборы в Коста-Рике (1948)
Всеобщие выборы в Коста-Рике проходили 8 февраля 1948 года для избрания президента Коста-Рики и половину (23) депутатов Конституционного Конгресса Коста-Рики. В результате Отилио Улате Бланко от Партии национального союза выиграл президентские выборы, набрав 55,3 % голосов, но Конгрессом президентские выборы были признаны сфальсифицированными и результаты аннулированы, что привело к гражданской войне в Коста-Рике позже в том же году. После войны результаты парламентских выборов также были аннулированы. Явка избирателей составила 62,9 % на выборах президента и 54,40 % на парламентских выборах.

## Избирательная кампания
В 1944 году, через четыре дня после окончания выборов во время празднования триумфа Теодоро Пикадо, кандидатура Кальдерона была объявлена на следующих выборах.
Основные оппозиционные партии Демократическая партия, Партия национального союза и Социал-демократическая партия провели съезд, чтобы выбрать единого кандидата. Предварительно кандидатами были демократ Фернандо Кастро Сервантес, Отилио Улате Бланко от союза и социал-демократ Хосе Фигерес Феррер. Фигерес выбыл в первом раунде и при его поддержке Улате выиграл во втором. Фигерес был назначен руководителем действий, а Марио Эчанди был генеральным секретарём коалиции. Кальдерон был назначен кандидатом 23 марта 1947 года на съезде республиканцев.
Национальный избирательный трибунал был впервые создан для наблюдения за выборами, чтобы их регулировало не правительство (как это было до того), и, таким образом, успокоить настроения, обвиняющие правительство во вмешательстве в пользу официального кандидата. Тем не менее, работа трибунала была ограничена.
Ситуация между правительством и оппозицией была чрезвычайно напряжённой. Молодежь Национальной оппозиционной коалиции яростно противостояла коммунистическим бригадам во время дебатов по бюджетам избирательных органов в Конгрессе.
Оппозиция настаивала на том, что не будет отменять социальные реформы, в то время как «кальдеро-коммунисты» утверждали, что они должны победить ещё раз, чтобы закрепить их навсегда, и что оппозиция отменит их после победы.
Напряжение нарастало, и даже группы оппозиции становились диверсантами. В провинции Картаго, одном из оплотов оппозиции, началась всеобщая забастовка и ряд социальных восстаний, которые вынудили Пикадо сместить губернатора (которого назначал президент) и других местных правителей, хотя это не успокоило протестующих. Кроме того, правительство столкнулось с крупной общенациональной забастовкой, известной как «забастовка с опущенными руками», и в результате столкновений многие погибли.

## Результаты

### Президентские выборы
| Кандидат                             | Кандидат                             | Партия                                              | Голосов | %     |
| ------------------------------------ | ------------------------------------ | --------------------------------------------------- | ------- | ----- |
|                                      | Отилио Улате Бланко                  | Партия национального союза (Национальная оппозиция) | 54 931  | 55,3  |
|                                      | Рафаэль Анхель Кальдерон Гуардия     | Национальная республиканская партия (Блок Победы)   | 44 438  | 44,7  |
|                                      | Умберто Гонзалес Кордеро             | Народный авангард                                   | 4 082   | 3,95  |
|                                      | Эухенио Хименес Санчо                | Республиканская партия                              | 4 082   | 3,95  |
|                                      | Гонзало Фонсека Вильяфранка          | Аграрная партия                                     | 4 082   | 3,95  |
|                                      | Альфредо Валерин Асеведо             | Партия Обреро                                       | 4 082   | 3,95  |
| Недействительных/пустых бюллетеней   | Недействительных/пустых бюллетеней   | Недействительных/пустых бюллетеней                  | -       | -     |
| Всего                                | Всего                                | Всего                                               | 103 451 | 100   |
| Зарегистрированных избирателей/ Явка | Зарегистрированных избирателей/ Явка | Зарегистрированных избирателей/ Явка                | 164 465 | 62,90 |
| Источник: Nohlen                     |                                      |                                                     |         |       |

### Парламентские выборы

Распределение депутатов по провинциям

|                                                  |                                       |         |       |                  |                  |                  |                  |  |  |
| Партия                                           | Партия                                | Голоса  | %     | Мест в Конгрессе | Мест в Конгрессе | Мест в Конгрессе | Мест в Конгрессе |  |  |
| Партия                                           | Партия                                | Голоса  | %     | Избрано          | +/-              | Всего            | +/-              |  |  |
|                                                  | Партия национального союза            | 41 211  | 64,70 | 9                | ▬                | 18               | ▬                |  |  |
|                                                  | Национальная республиканская партия   | 40 984  | 42,57 | 9                | ▼3               | 21               | ▼3               |  |  |
|                                                  | Народный авангард                     | 12 353  | 12,83 | 5                | ▲3               | 7                | ▲2               |  |  |
|                                                  | Лейбористская партия                  | 807     | 0,85  | 0                | ▬                | 0                | ▬                |  |  |
|                                                  | Республиканская партия                | 558     | 0,58  | 0                | ▬                | 0                | ▬                |  |  |
|                                                  | Аграрная партия                       | 194     | 0,20  | 0                | ▬                | 0                | ▬                |  |  |
|                                                  | Партия Обреро                         | 174     | 0,18  | 0                | ▬                | 0                | ▬                |  |  |
| Недействительных/пустых бюллетеней               | Недействительных/пустых бюллетеней    | 22 140  | -     | -                | -                |                  |                  |  |  |
| Всего                                            | Всего                                 | 96 281  | 100   | 23               | 0                | 46               | 0                |  |  |
| Зарегистрированных избирателей / Явка            | Зарегистрированных избирателей / Явка | 176 979 | 54,40 | -                | -                |                  |                  |  |  |
| Источники: Estadísticas electorales según el año |                                       |         |       |                  |                  |                  |                  |  |  |

## Последующие события
28 февраля 1948 года Национальный избирательный трибунал вынес решение о выборах с двумя мнениями: большинство подписали мировые судьи Херардо Гусман и Хосе Мария Варгас, а меньшинство подписало мировой судья Макс Коберг. Большинство обнаружило несоответствия в подсчёте и недействительность реестра: была выявлена разница почти в 14 тыс. голосов между количеством голосов за кандидатов в президенты и количеством голосов за кандидатов в депутаты, что могло бы гарантировать победу Улате, что меньшинство отвергло. После этого оба мнения вызвали острые дебаты между кальдеронистами и депутатами-коммунистами, которые выступали за отмену выборов, и депутатами от оппозиции. В результате Конституционный Конгресс, в котором доминировал Блок Победы, проголосовал за отмену только результатов президентских выборов, а не выборов в законодательные органы, на которых он был одобрен.
Конгресс не отменил парламентские выборы, на которых предпочтение отдавалось правящей коалиции, несмотря на то, что нарушения, отмеченные на президентских выборах, относились к обоим. В любом случае эта отмена послужила спусковым крючком для гражданской войны в Коста-Рике, или «войны 48». После победы «Основополагающая хунта Второй республики» под председательством Фигереса правила де-факто в течение 18 месяцев, а затем в 1949 году передала пост избранному президенту Отилио Улате.